# Jean Orillat
Jean Orillat (1733-1779) fut un marchand et négociant de fourrure né à Québec qui a été capturé par les partisans américains au cours de la révolution américaine.
Le fils de Jean Orillat et de Marie Dupuy, il est né à Barbezieux et est venu au Canada à un jeune âge. Il a participé au commerce de la fourrure aux Michillimakinac et La Baye et exploite également un magasin à Montréal. Orillat a également prêté de l'argent et travaillé dans l'immobilier, le bois et le blé. Il a opéré en partenariat avec divers autres marchands, y compris Pierre Foretier et Jean-Gabriel Cerré[réf. souhaitée], après l'invasion de Québec en septembre 1775 par les américains. Certaines paroisses dans la Vallée du Richelieu ont rejoint les Américains. Orillat a été envoyé par le gouverneur Guy Carleton avec une offre d'amnistie, mais fut fait prisonnier et amené au Connecticut. Il a réussi à s'échapper à la fin de décembre de la même année et avait repris les affaires en septembre de l'année suivante[réf. souhaitée].
Il a été marié deux fois, deux fois à Montréal : tout d'abord à Marie-Amable Filiau, dit Dubois en 1761, puis à Thérèse-Amable Viger en 1767.
Orillat est mort à Montréal. Après sa mort, sa succession a été laissée à sa fille Luce-Amable. Son mari, que Alexis Réaume a repris l'exploitation des intérêts commerciaux, mais en 1786, l'entreprise de Rashleigh et Compagnie à Londres avait repris l'exploitation de la succession.